# Liquigas-Cannondale

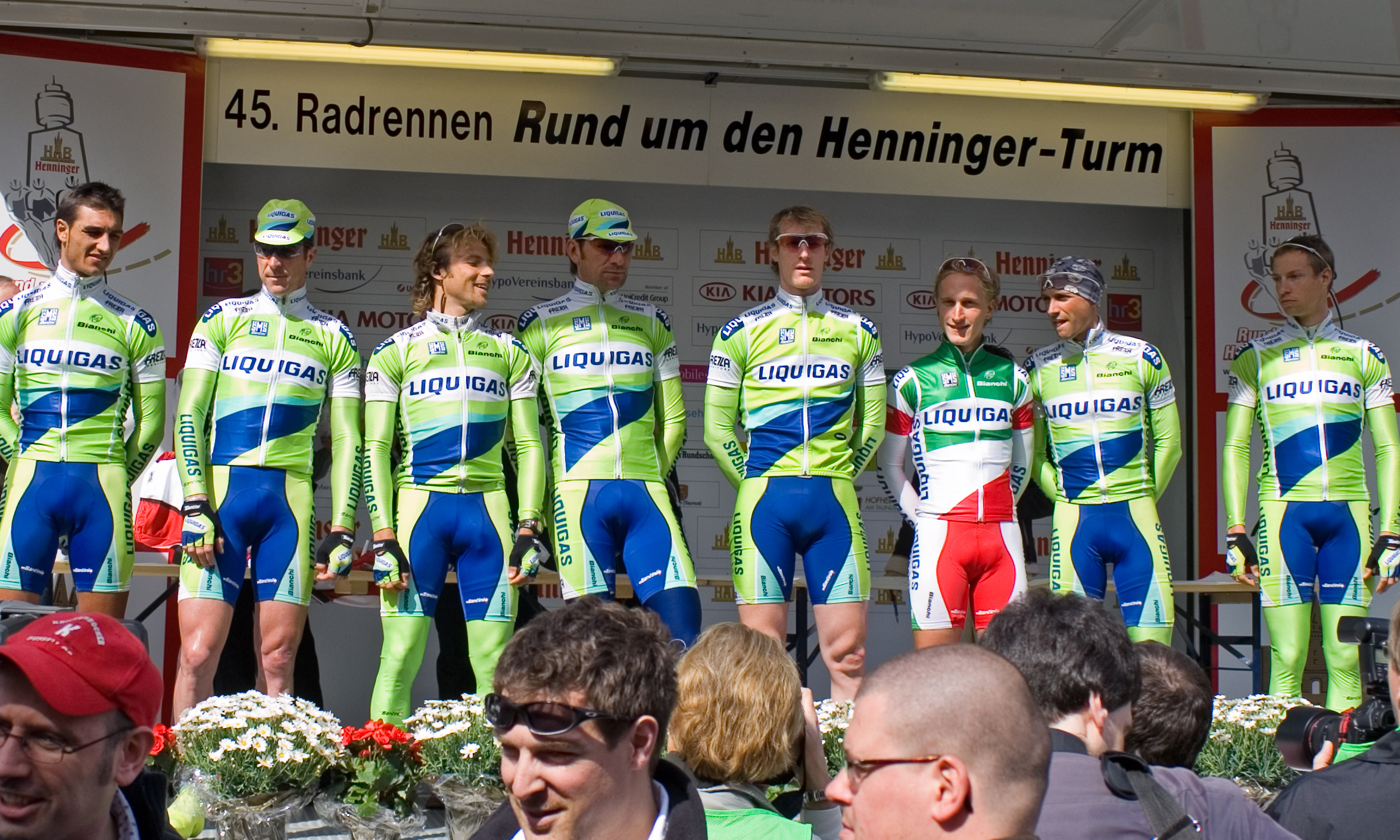
Liquigas în 2006

Liquigas-Cannondale"(Cod UCI | LIQ) este o echipă de ciclism  italiană care are licență UCI ProTour. Numele echipei provine de la Liquigas, un furnizor de produse de gaze lichefiate în Italia. Sponsorul secundar, Doimo, este o companie care produce mobilă în Italia. În 2005, echipa a fost numită Liquigas-Bianchi de la Liquigas si Bianchi, care este un producător de biciclete.
Echipa a fost fondată sub numele deLiquigas în 1999, și a fost mult timp echipă de divizia secundă, încetul cu încetul făcându-și un nume în pluton. Din 2005 echipa s-a unit cu Team Bianchi pentru a avea licență Pro Tour.
În 2007, Cannondale înlocuiește Bianchi ca producător de biciclete pentru echipă. Acest lucru a marcat întoarcerea Cannondale în ProTour după întreruperea sponsorizării echipei Lampre-Caffita la sfârșitul sezonului 2005.
La 11 iulie 2008 vestea din cotidianul francez L'Equipe că ciclistul spaniol Manuel Beltrán a înregistrat rezultate pozitive cu eritropoietină după prima etapă a Turului Franței. Acesta a avut anomalii de sânge înainte de începerea turului, care au condus Federația Anti-Doping din Franța sa-l urmărească pe ciclist. Potrivit  AP un purtător de cuvânt al Liquigas a confirmat în aceeași zi că Beltrán a fost scos de echipa din tur. Acesta a raportat, de asemenea, că poliția l-a luat pe Beltrán de la hotelul său, unde lua cina cu restul echipei Liquigas, precum și că politia a cautat in hotel sa vadă daca mai e vreo urma de eritropoietină.
Anul 2010 a adus echipei un succes de mare anvergură al lui Ivan Basso in Turul Italiei, acesta câștigând și etapa regina care se termina pe Monte Zoncolan, dar și contratimpul pe echipe. Deși l-a ajutat mereu pe Basso, Vincenzo Nibali a terminat pe locul 3 câștigând și o etapă. Turul Franței a fost unul nereușit pentru echipă, chiar dacă Roman Kreuziger a terminat pe locul 9. De asemenea în 2010 s-a remarcat un talent foarte mare în echipă. Acesta este Peter Sagan, care a câștigat 5 etape din cursele din ProTour (2 in Paris-Nice, 1 in Tour de Romandie, 2 in Tour of California)

## Rezultate notabile

### 2007
- Locul 1, Etapa 2, Paris–Nice : Franco Pellizotti
- Locul 1, Clasament pe puncte, Paris–Nice : Franco Pellizotti
- Locul 2, Etapa 2, Paris–Nice : Roman Kreuziger
- Locul 1, Clasament general, Liège–Bastogne–Liège : Danilo Di Luca
- Locul 1, Etapa 1 Contratimp pe echipe, Turul Italiei : Liquigas
- Locul 1, Etapa 4,12 and Clasament General Turul Italiei: Danilo Di Luca
- Locul 1 Clásica de San Sebastian: Leonardo Bertagnolli
- Locul 1 Etapa 5 Turul Franței: Filippo Pozzato

### 2008
- Locul 1, Etapa 3, Paris–Nice : Kjell Carlström
- Locul 1, Etapa 1a, Settimana internazionale di Coppi e Bartali : Francesco Chicchi
- Locul 1 Clasament General, Tour de Suisse : Roman Kreuziger

### 2009
- Locul 1 Clasament General, Tour de Romandie: Roman Kreuziger
- Locul 1 Etapa 17, Turul Italiei: Franco Pellizotti
- Cel mai bun cățărător, Turul Franței: Franco Pellizotti

### 2010
- Locul 1, Etapa 3, Paris–Nice : Peter Sagan
- Locul 1, Etapa 5, Paris–Nice : Peter Sagan
- Locul 1, Etapa 1, Tour de Romandie : Peter Sagan
- Locul 1, Etapa 4, Tour of California : Francesco Chicchi
- Locul 1, Etapa 5, Tour of California : Peter Sagan
- Locul 1, Etapa 6, Tour of California : Peter Sagan
- Locul 1, Etapa 4 Contratimp pe echipe, Turul Italiei
- Locul 1, Etapa 14, Turul Italiei : Vincenzo Nibali
- Locul 1, Etapa 15, Turul Italiei : Ivan Basso
- Locul 1, Clasament General, Turul Italiei : Ivan Basso
- Locul 1, Etapa 1, Tour de Pologne : Jacopo Guarnieri
- Locul 2, Etapa 6, Turul Spaniei : Daniele Bennati

## 2010 Echipa ProTour
Din 1 ianuarie 2010.
| Ciclist                    |
| -------------------------- |
| Valerio Agnoli (ITA)       |
| Ivan Basso (ITA)           |
| Francesco Belotti (ITA)    |
| Daniele Bennati (ITA)      |
| Maciej Bodnar (POL)        |
| Francesco Chicchi (ITA)    |
| Davide Cimolai (ITA)       |
| Tiziano Dall'Antonia (ITA) |
| Mauro Finetto (ITA)        |
| Jacopo Guarnieri (ITA)     |
| Robert Kiserlovski (CRO)   |
| Kristijan Koren (SLO)      |
| Roman Kreuziger (CZE)      |
| Aleksandr Kuschynki        |

| Vincenzo Nibali (ITA)    |
| Daniel Oss (ITA)         |
| Maciej Paterski (POL)    |
| Franco Pellizotti (ITA)  |
| Manuel Quinziato (ITA)   |
| Fabio Sabatini (ITA)     |
| Juraj Sagan (SVK)        |
| Peter Sagan (SVK)        |
| Ivan Santaromita (ITA)   |
| Sylwester Szmyd (POL)    |
| Brian Vandborg (DEN)     |
| Alessandro Vanotti (ITA) |
| Elia Viviani (ITA)       |
| Frederik Willems (BEL)   |
| Oliver Zaugg (SUI)       |